# Anderson Gonzaga
Anderson Aparecido Gonzaga Martíns (* 29. Dezember 1983 in Porto Feliz) ist ein ehemaliger brasilianischer Fußballspieler.

## Karriere
Anderson begann seine Karriere 2006 beim venezolanischen Erstligisten Portuguesa FC. 2007 wechselte er nach Bolivien. Hier unterschrieb er einen Vertrag beim Erstligisten Club Destroyers. 2008 wechselte er zu Club Blooming. In der Apertura 2008 schoss er 16 Tore und wurde Torschützenkönig. Sommer 2008 wechselte er zum griechischen Panionios Athen. 2009 kehrte er nach Bolivien zurück und unterschrieb einen Vertrag bei Club Bolívar, bestritt 30 Erstligaspiele und schoss dabei 12 Tore. 2010 wechselte er zum uruguayischen Danubio FC. 2011 wechselte er nach Japan. Hier unterschrieb er einen Vertrag beim Erstligisten Albirex Niigata. Von 2012 bis 2013 spielte er beim Zweitligisten Fagiano Okayama und Drittligisten FC Machida Zelvia. 2014 kehrte er nach Bolivien zurück. Hier spielte er bis 2018 für Sport Boys Warnes, Club Real América und Royal Pari FC.